# Gøran Johannessen
Gøran Sogard Johannessen, más conocido como Gøran Johannessen, (Stavanger, 26 de abril de 1994) es un jugador de balonmano noruego que juega de central en el Kolstad Håndball. Es internacional con la selección de balonmano de Noruega.
Con la selección ganó la medalla de plata en el Campeonato Mundial de Balonmano Masculino de 2017 y en el Campeonato Mundial de Balonmano Masculino de 2019.

## Palmarés

### Flensburg
- Liga de Alemania de balonmano (1): 2019

### Kolstad
- Liga de Noruega de balonmano (1): 2024
- Copa de Noruega de balonmano (1): 2024

## Clubes
- Viking HK (2010-2016)
- GOG Gudme (2016-2018)
- SG Flensburg-Handewitt (2018-2023)[5]
- Kolstad Håndball (2023- )